# Speleologija
Speleologija (poljudno tudi jamarstvo), je veda, ki s pomočjo različnih znanstvenih področij preučuje jame in jamska okolja. Človek, ki se poklicno ukvarja s speleologijo, je speleolog.

## Zgodovina
Ljudje so se že v prazgodovini zatekali v jame, a jih ne uvrščamo med speleologe. Ti so se pojavili sočasno s pojavom strokovnih raziskovanj podzemlja in kraških pojavov v začetku 19. stoletja. Po celotnem svetu je identificiranih že več kot milijon jam. Po podatkih Jamarske zveze Slovenije je v Sloveniji trenutno registriranih okoli 15.095 kraških jam, vsako leto pa je odkritih približno 100 novih. Predvideva se, da bi jamarji lahko skupno raziskali okoli 30.000 jam. Od teh je 21 jam vključenih v turistično transverzalo jam v Sloveniji.